# 卜卜星
卜卜星，是中国大陆广东地区的一种膨化食品，在1990年代曾大量流行于广东地区，成为当时儿童十分喜爱的零食。

## 历史
卜卜星在1980年代初期由一家中美合资的食品厂生产。由于当时中国大陆并没有太多的零食品牌，加上口味独特，成为当时广东地区儿童间流行的零食。而到了90年代中期，市场上零食品种逐渐增多，卜卜星的地位受到挑战。
1990年代末，随着市场的挑战者日益增多，该产品缺乏改进，以及原有用户群体年龄增大而不再光顾，卜卜星市场逐渐萎缩。2003年，生产商吸收新的民营资本，重组为广州市卜卜星食品有限公司，继续生产卜卜星产品，并增加新的包装和口味。

## 外观及口味
卜卜星使用玉米、大米粉、植物油等采用膨化手段制成，外表为金黄色非实心球体，其名字“卜卜星”可能就来自广东话“卜卜脆”（很松脆）或者“胀卜卜”（胀大），味道一般为咸味，现在有多种口味。

## 包装
卜卜星最初的包装为红色或黄色塑料袋。其形象代表为印刷在上面的巫婆及水晶球。早期产品水晶球部分为透明，可以看到里面的食品，后改为银色。现在使用的多种包装均保留巫婆及水晶球形象。

## 影响
在1990年代初期的中国大陆，尤其是在乡镇地区，卜卜星是小孩喜爱的食品。而后来食品附带的玩具，则成为儿童收集的对象。很多人以大量收集这种饼状玩具为荣。另一方面，由于购买零食花费零用钱以及卜卜星本身并不健康，受到不少家长的反对。这些后来成为80后的一种集体回忆。

## 相关链接
- 广州市卜卜星食品有限公司 （页面存档备份，存于）